# Jebudo
Jebudo (koreanska: 제부도) är en ö i Sydkorea.  Den ligger i provinsen Gyeonggi, i den nordvästra delen av landet, 50 km sydväst om huvudstaden Seoul. Arean är 1,6 kvadratkilometer. Ön har cirka 650 invånare (2008) och har en 2,2 kilometer lång vägförbindelse med fastlandet som är obrukbar vid högt tidvatten.